# Mihai Tudose
Mihai Tudose (Brăila, 6 de marzo de 1967) es un político rumano, diputado en el Parlamento de Rumania, ministro de Economía en el Gabinete de Grindeanu y el primer ministro de Rumania. Fue uno de los candidatos potenciales para el primer ministro presentado por la coalición mayoritaria encabezada por el Partido Socialdemócrata para suceder a Sorin Grindeanu después de que este último fue despedido por una moción de no confianza aprobada en el Parlamento por su propio partido. El 26 de junio de 2017, la coalición mayoritaria lo nombró para el puesto y el presidente Iohannis lo designó. Asumió el cargo con su gabinete el 29 de junio de 2017. Tudose estuvo involucrado en un escándalo de plagio con respecto a su tesis doctoral en 2015.
Tudose es desde 1992 miembro de la PDSR partido y su PSD sucesor. Desde el año 2000 es para el diputado del Partido de la Cámara de Diputados de Rumania. Él estaba en el gabinete de Victor Ponta.  Ministro de Economía y tenía el mismo cargo en febrero de 2017 Consejo de Ministros celebrado Grindeanu. En junio de 2017 fue elegido como el sucesor de Sorin Grindeanu primer ministro. El Parlamento rumano votó el nuevo gobierno el 29 de junio de 2017, la confianza. El Consejo de Ministros Tudose consta de 27 miembros.